# Soum (Burkina Faso)
Soum ist eine Provinz in der Region Sahel im westafrikanischen Staat Burkina Faso mit 429.220 Einwohnern (2013) auf 12.205 km².
Die Provinz besteht aus den Departements Aribinda, Baraboulé, Diguel, Djibo, Tongomayel, Kelbo, Koutougou, Nassoumbou und Pobé-Mengao. Hauptstadt ist Djibo.